# Příspěvek na podporované zdroje
Příspěvek na podporované zdroje je součástí ceny elektrické energie, která má za účel minimalizovat budoucí problémy se zdroji energie. Vzhledem k tomu, že v budoucnu dojde k vyčerpání tradičních neobnovitelných zdrojů energie (např. uhlí), již v současné době se společnost snaží zamýšlet nad potenciálním přechodem k výrobě elektřiny z obnovitelných zdrojů. Stát se snaží existující výrobce energie z obnovitelných zdrojů podporovat pomocí garantovaných výkupních cen a dalších bonusů a využívá k tomu prostředků získaných v rámci povinného příspěvku na podporované zdroje.  Příspěvek na podporované zdroje tvoří přibližně 10 % z celkové ceny zúčtované spotřebiteli za 1 kWh elektrické energie.